# Dendronephthya bruuni
Dendronephthya bruuni is een zachte koraalsoort uit de familie Nephtheidae. De koraalsoort komt uit het geslacht Dendronephthya. Dendronephthya bruuni werd in 1991 voor het eerst wetenschappelijk beschreven door Verseveldt & van Ofwegen. 